# Gaio Giulio Aspro
Gaio Giulio Aspro (in latino: Gaius Iulius Asper; Attaleia, ... – ...; fl. 205-217) fu un senatore e politico dell'Impero romano.
Originario di Attaleia, Aspro tenne il primo consolato sotto Commodo; nel 200/201 o nel 204/205 fu proconsole d'Africa.
Venne nominato console ordinario per l'anno 212, quando ebbe come collega il figlio, Gaio Giulio Camilio Aspro; nello stesso anno fu praefectus urbi. Il 212 segnò, però, anche il declino di Aspro: caduto in disgrazia, venne esiliato assieme al figlio.
In seguito venne designato dall'imperatore Caracalla proconsole d'Africa per l'anno 217/218, ma il nuovo imperatore Macrino impedì questa nomina, con la scusa dell'età avanzata e della malattia di Aspro, e nominò al suo posto Quinto Anicio Fausto.